# Pierre de Saint-Joseph

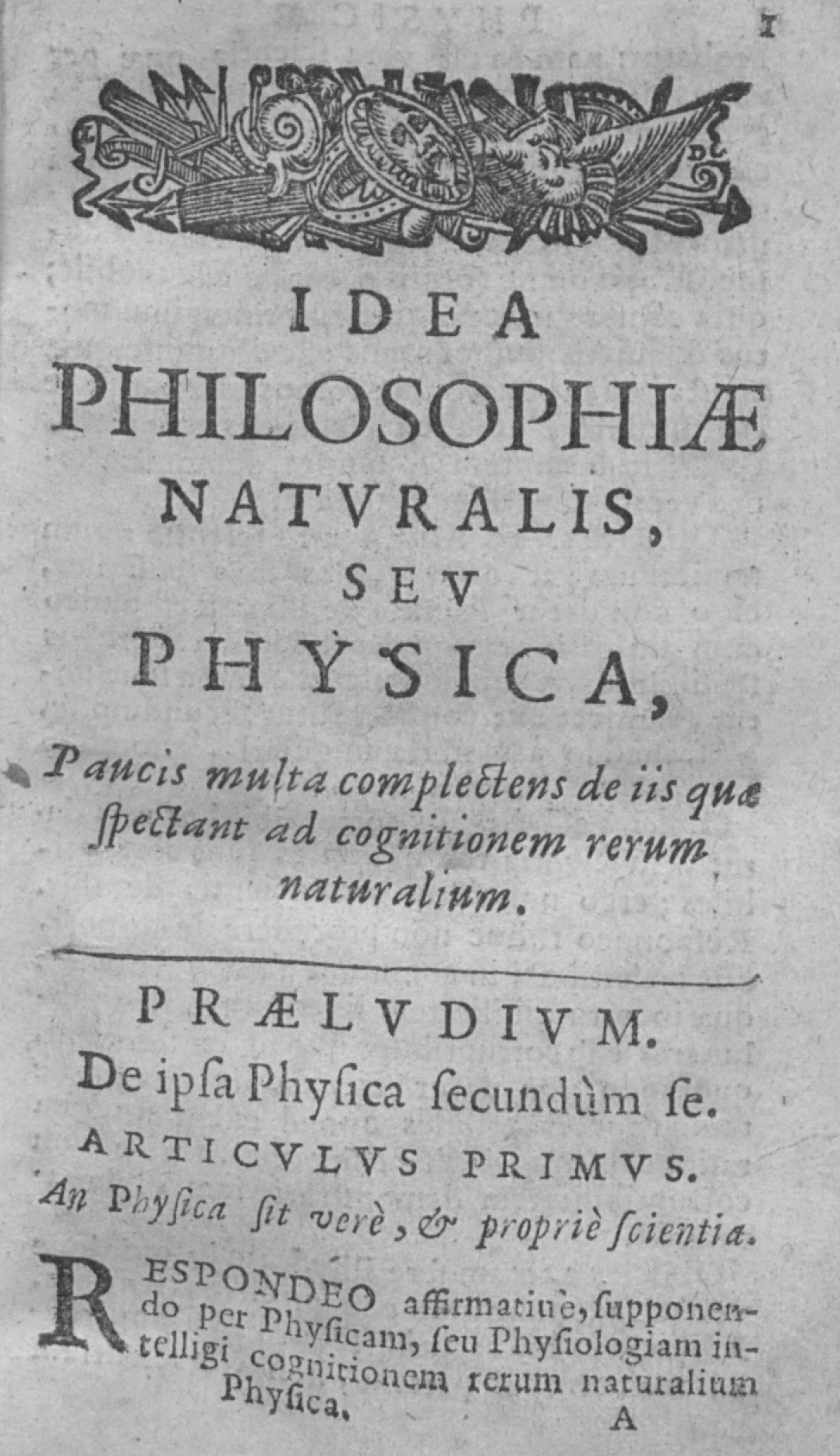
Idea philosophiae naturalis, seu physica, 1659, frontespizio

Pierre de Saint-Joseph, in latino Petrus A Sancto Josepho, al secolo Pierre Comagère (Auch, 1594 – Parigi, 10 luglio 1662), è stato un filosofo, teologo e religioso francese appartenente all'Ordine cistercense.

## Opere
- (LA) Defensio s. Thomae Aquinatis, Lione, Vincent de Coeursilly, 1633.
- (LA) Idea theologiae speculativae, Colonia, Konstantin Münich, 1640.
- (LA) Idea theologiae moralis, Parigi, Georges Josse, 1645.
- (LA) Theses universae theologiae, Colonia, Konstantin Münich, 1648.
- (LA) Idea philosophiae rationalis, seu logica, Parigi, Georges Josse, 1654.
- (LA) Idea philosophiae naturalis, seu physica, Parigi, Georges Josse, 1659.
- (LA) Summula casuum conscientiae, Lione, Antoine Beaujolin e Michel Goy, 1666.
- (FR) Les sentimens de Saint François de Sales, Parigi, F. Muguet, 1669.
- (LA) Idea philosophiae universalis, seu metaphysica, Colonia, Konstantin Münich, 1671.